# 東萩駅
東萩駅（ひがしはぎえき）は、山口県萩市大字椿東（）字大広津にある、西日本旅客鉄道（JR西日本）山陰本線の駅。事務管コードは▲640782。

## 概要
萩市の代表駅であり、市内の中心部に最も近い駅でもある。
2005年3月の特急「いそかぜ」廃止以降、定期優等列車運転は無かったが、2017年8月5日より山口DCを記念して快速「○○のはなし」の始発着駅となった。
なお、特別な「トワイライトエクスプレス」の山陰ルート（2015年夏季-2016年冬季）における停車設定があった。
また、2017年（平成29年）6月17日からは団体専用列車の「TWILIGHT EXPRESS 瑞風」（山陰コース・下り）の停車駅となった。加えて、この列車運行開始に伴う改修計画もある。

## 歴史
- 1925年（大正14年）11月1日：鉄道省美禰線（現・山陰本線）萩駅 - 当駅間延伸時に終着駅として開設[1]。客貨取扱開始[1]。
- 1929年（昭和4年）4月24日：美禰線奈古駅 - 当駅間延伸、途中駅となる。
- 1935年（昭和10年）：駅舎改築[5]。
- 1933年（昭和8年）2月24日：当駅を含む美禰線の一部区間が山陰本線に編入され、同線所属駅となる。
- 1973年（昭和48年）7月：駅舎を白壁武家屋敷風の鉄筋コンクリート造2階建てのものに改築する[5]。
- 1981年（昭和56年）4月：駅前再開発事業竣工。
- 1983年（昭和58年）12月31日：貨物取扱廃止[1]。
- 1987年（昭和62年）4月1日：国鉄分割民営化に伴い、西日本旅客鉄道（JR西日本）の駅となる[1]。
- 2004年（平成16年）10月1日：みどりの窓口営業時間短縮、窓口閉鎖時間帯を導入。
- 2013年（平成25年）7月28日：豪雨災害により線路が被災し、一時当駅を含む益田駅 - 長門市駅間が運休（※当駅を含む奈古駅 - 長門市駅間については8月4日に運行再開）。
- 2017年（平成29年）6月17日：TWILIGHT EXPRESS 瑞風の停車を開始[4]。
- 2021年（令和3年） 
  - 8月31日：みどりの窓口営業終了[6]。
  - 9月1日：簡易委託駅化[6][7]。

## 駅構造
単式・島式ホーム複合型2面3線を有する列車交換・折返し可能な地上駅。駅舎は単式1番ホーム側にあり、島式2・3番ホームへは長門市寄りにある跨線橋で連絡している。
長門鉄道部 管理の簡易委託駅である。駅舎内には普通乗車券・定期券購入が可能な券売機が設置されている。窓口業務は2021年9月以降萩市観光協会が受託し、乗車券・回数券・定期券を取扱う。また、観光案内所を窓口の隣に移転して窓口と一体で運営し、観光案内所では観光パンフレットの配布や手荷物の一時預かりサービスを行っている。

### のりば
| のりば | 路線      | 方向 | 行先       | 備考                                             |
| ------ | --------- | ---- | ---------- | ------------------------------------------------ |
| 1      | ■山陰本線 | 上り | 益田方面   | 通常時はこのホームを使用。浜田方面は益田で乗換。 |
| 1      | ■山陰本線 | 下り | 長門市方面 | 列車交換が無い列車や○○のはなしが使用。           |
| 2      | ■山陰本線 | 下り | 長門市方面 | 列車交換時に使用。                               |
| 3      | ■山陰本線 | 下り | 長門市方面 | 当駅始発列車や12時台発長門市行が使用。           |
| 3      | ■山陰本線 | 上り | 益田方面   | 始発列車のみ使用。                               |

- 1番のりばが上り本線、2番のりばが下り本線、3番のりばが上下副本線と言う扱いである。

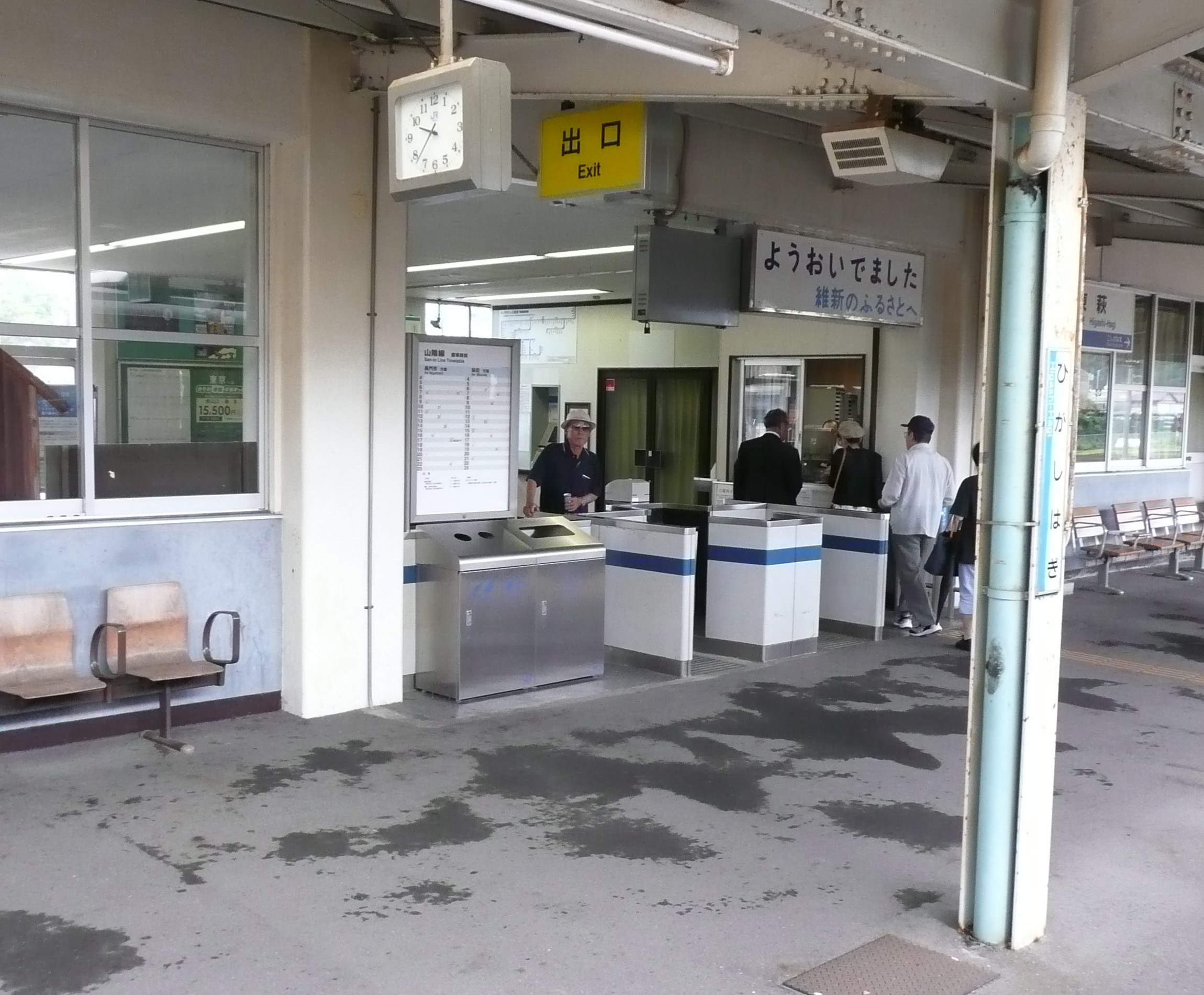
改札口（2009年7月）
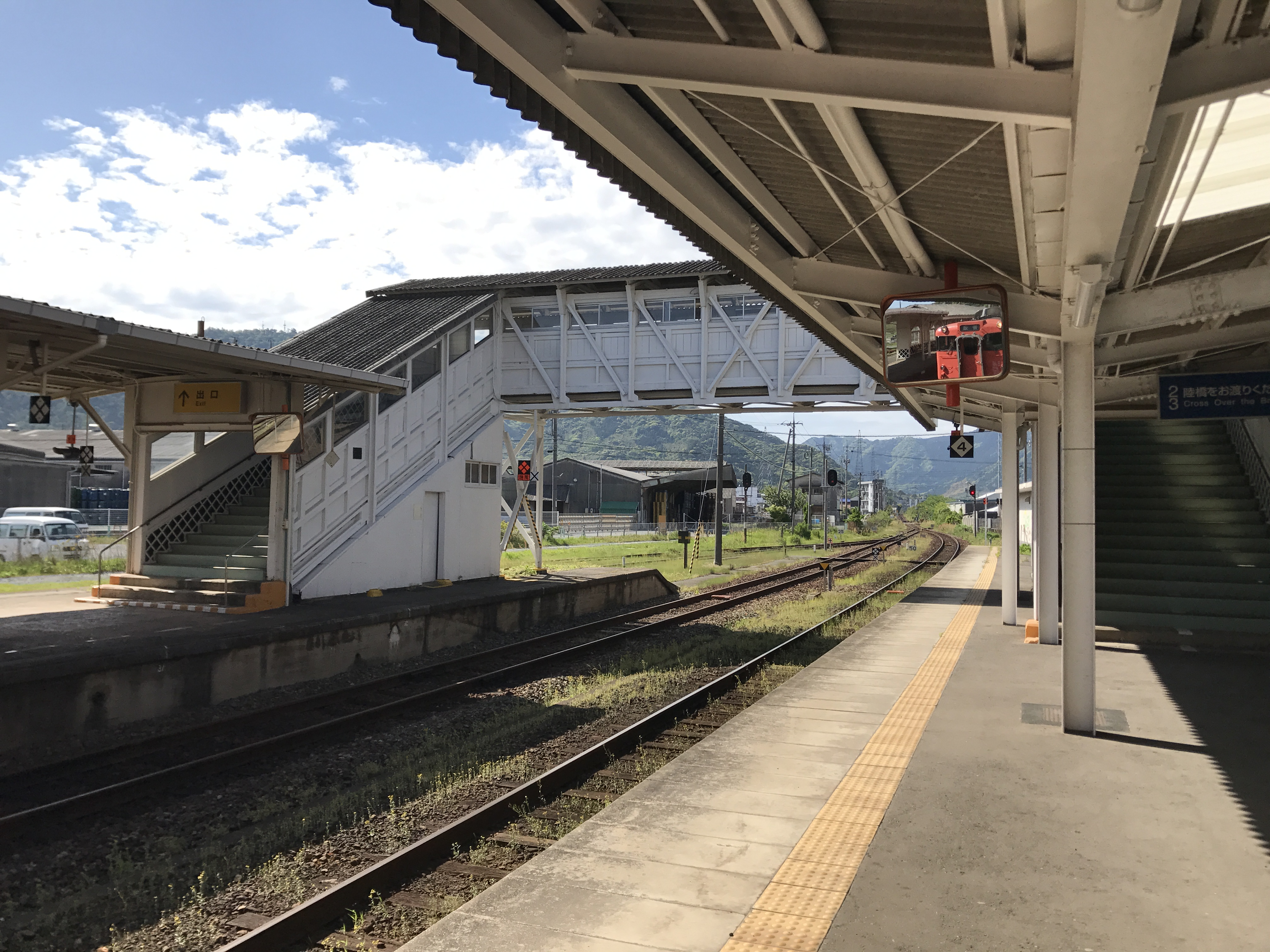
構内（2017年5月）
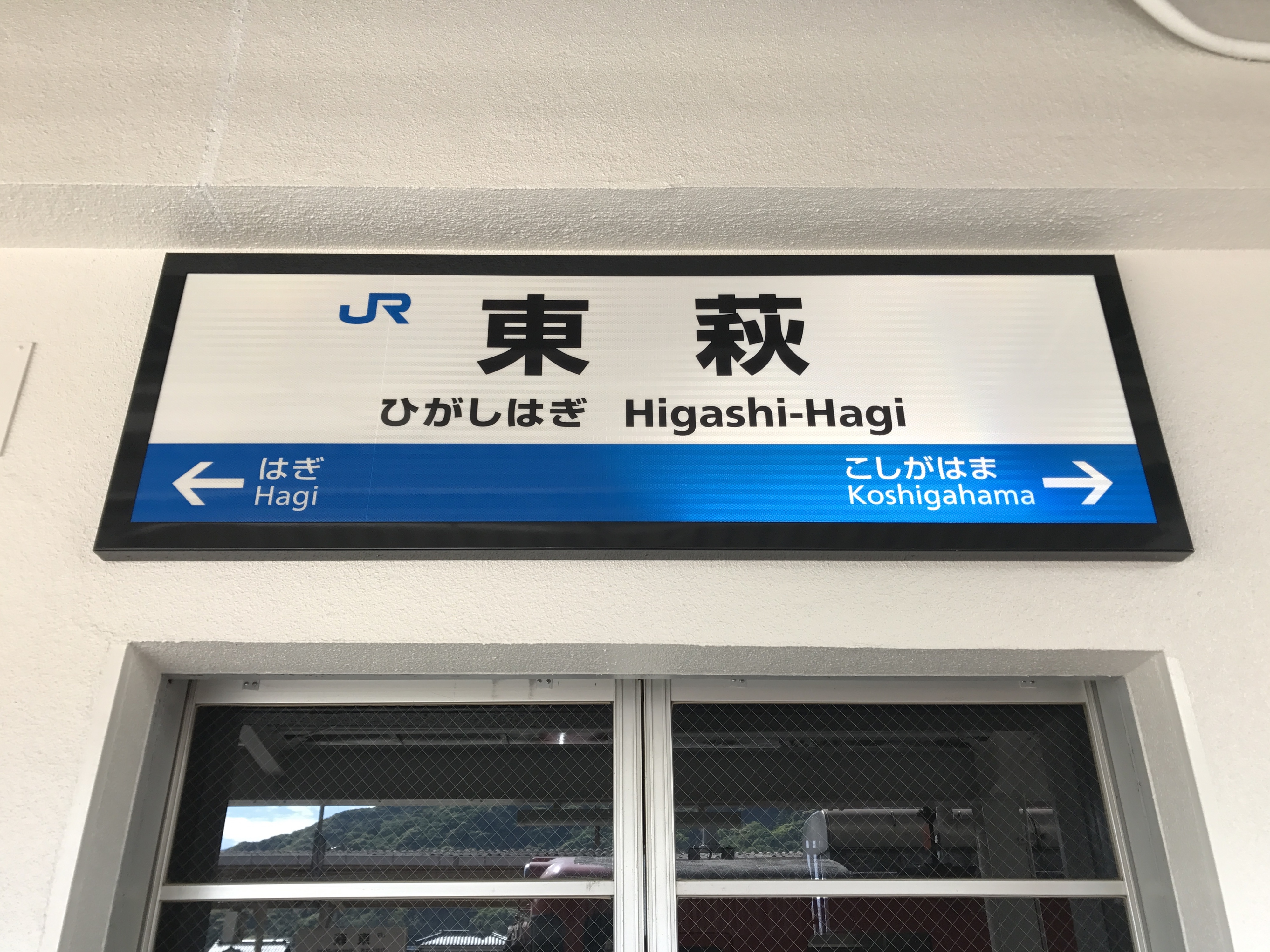
駅名標（2017年5月）

## 利用状況
近年の1日平均乗車人員の推移は以下の通り。
| 乗車人員推移 | 乗車人員推移 |
| 年度         | 1日平均人数  |
| ------------ | ------------ |
| 1999         | 791          |
| 2000         | 735          |
| 2001         | 670          |
| 2002         | 610          |
| 2003         | 545          |
| 2004         | 506          |
| 2005         | 453          |
| 2006         | 409          |
| 2007         | 356          |
| 2008         | 325          |
| 2009         | 278          |
| 2010         | 286          |
| 2011         | 258          |
| 2012         | 240          |
| 2013         | 228          |
| 2014         | 213          |
| 2015         | 221          |
| 2016         | 223          |
| 2017         | 223          |
| 2018         | 218          |
| 2019         | 217          |
| 2020         | 199          |
| 2021         | 189          |
| 2022         | 186          |

## 駅周辺

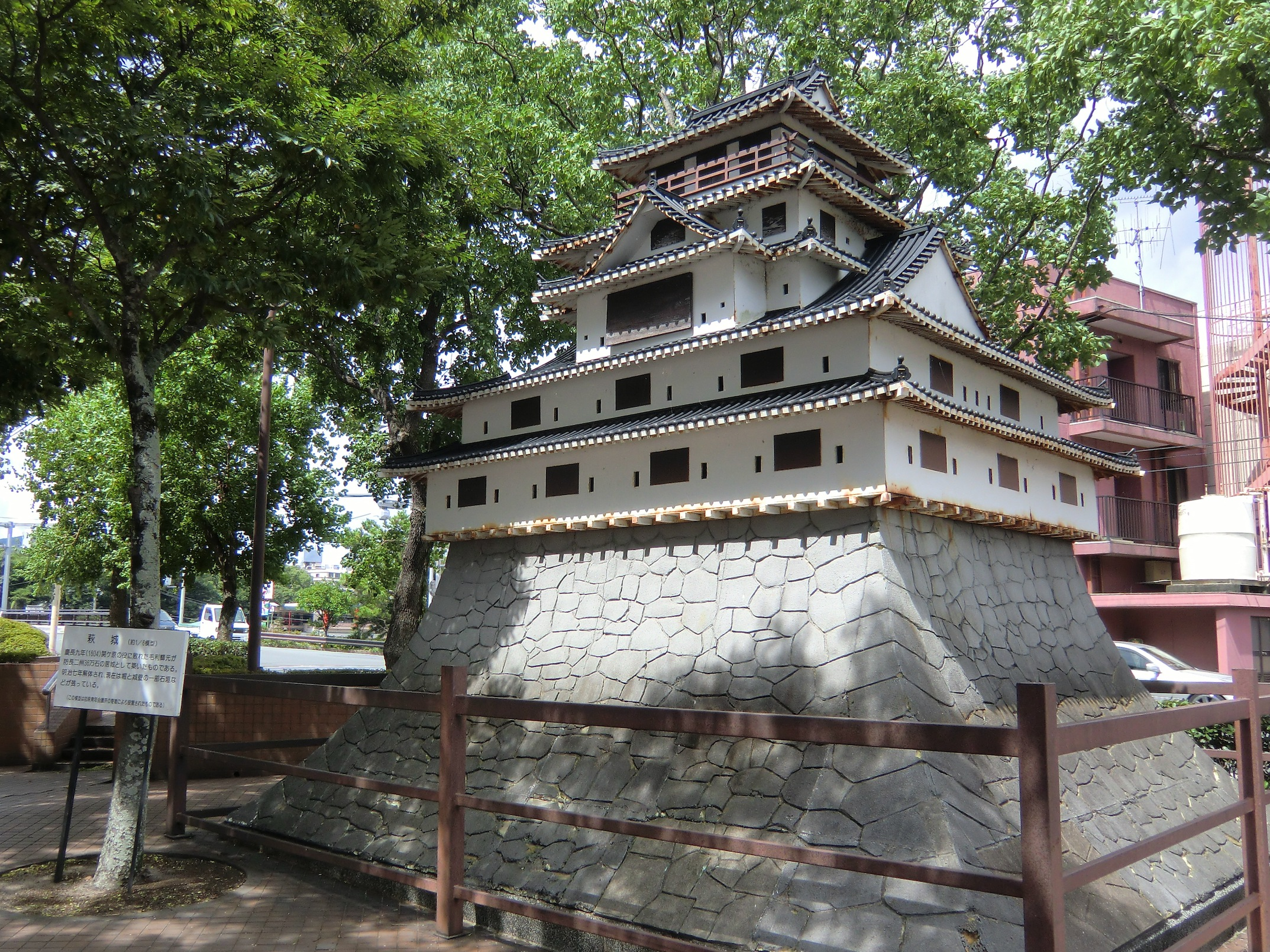
東萩駅前にある萩城天守の1/6復元模型

西側のみに出口があり、駅前ロータリーにバスの停留所がある。
再開発事業で駅前に建設された「萩レインボープラザ」は土産物屋、レンタルサイクルと観光ホテル「萩ロイヤルホテル」が一体となった施設だったが、一時期ホテル部分が休業する等、駅前の経済空洞化が懸念された。この建物は再改装し、2008年（平成20年）4月に飲食店等のテナントが入ったビジネスホテル「萩ロイヤルインテリジェントホテル」として営業再開している。また、駅前に高層マンションが建つ等しているが、道向かいのホテルが廃業する等、依然厳しい状況がある。
駅前に近接する国道191号のそばには、萩青年会議所により寄贈された萩城天守1/6復元模型がある。また、同国道が松本川に架かる萩橋を渡ると、市中心部のある阿武川の三角州に入る。
市中心部は更に1km程南西のバスターミナル（萩バスセンター）付近である。
駅裏（駅東側）を通過する山口県道67号萩川上線沿いにヤマダデンキや丸和の集合したショッピングセンター「椿東ショッピングパーク」があるが自由通路等は設けられておらず、東萩駅からのアクセスは基本的に考慮されておらず、駅東側へ公共交通機関でアクセスするには萩循環まぁーるバス（松陰先生）への乗換を要する。（萩しーまーと経由。防長バスも通ってはいるが、駅そばの松本橋を過ぎると松陰神社まで停まらない。）
- 松陰神社
- 松下村塾
- 吉田松陰幽囚の旧宅
- 伊藤博文旧宅
- 郡司鋳造所
- 東光寺（萩藩主毛利家墓所）
- 萩反射炉
- 萩港（萩海運：大島・相島・見島航路）
- 松本川
- サンリブ萩

## バス路線
防長交通（一部JRバス中国）の路線バスが停車する。
0番のりば（駅正面）
- 防長交通・中国ジェイアールバス
  - 高速バス「スーパーはぎ号」：新山口駅
- 防長交通
  - 普通：大田中央・新山口駅
- 中国ジェイアールバス
  - 山口駅・湯田温泉通

1番のりば（ホテル前）
- 防長交通
  - 急行：秋芳洞
  - 快速：青海大橋 / 津和野

2番のりば（ホテル前）
- 防長交通
  - 萩商工高校前
  - 越ヶ浜 / 奈古
  - 吉部 / 堀越
  - 惣良台 / 阿武川温泉
  - 萩循環まぁーるバス東回り

## 隣の駅
西日本旅客鉄道（JR西日本）
■山陰本線
越ケ浜駅 - 東萩駅 - 萩駅

#### 広報資料・プレスリリースなど一次資料
1. ↑  『新たに「山陰コース」が追加されます！特別な「トワイライトエクスプレス」夏季運転のお知らせ』（プレスリリース）西日本旅客鉄道、2015年5月28日。オリジナルの2015年5月28日時点におけるアーカイブ。2015年5月29日閲覧。
2. ↑  『特別な「トワイライトエクスプレス」12月から3月出発分 運転日のお知らせ』（プレスリリース）西日本旅客鉄道、2015年9月18日。オリジナルの2015年9月18日時点におけるアーカイブ。2015年9月21日閲覧。
3. ↑  “【全客室スイート・ロイヤルでご案内！】特別なトワイライトエクスプレスで行く旅行商品特集”. JRおでかけネット.   西日本旅客鉄道. 2015年11月3日時点のオリジナルよりアーカイブ。2015年11月7日閲覧。（2015年秋季ツアー設定）
4. ↑  “【全客室スイート・ロイヤルでご案内！】特別なトワイライトエクスプレスで行く旅行商品特集”. JRおでかけネット.   西日本旅客鉄道. 2015年11月3日時点のオリジナルよりアーカイブ。2015年11月7日閲覧。（2015年12月 - 2016年2月の冬季ツアーの設定）
5. ↑  “瑞風の旅・コース”. TWILIGHT EXPRESS 瑞風 MIZUKAZE.   西日本旅客鉄道. 2016年7月9日閲覧。（山陰コース（下り））
6. ↑  『TWILIGHT EXPRESS 瑞風 お客様をお迎えする立ち寄り駅の改修などについて〜広島・山口エリア〜』（プレスリリース）西日本旅客鉄道、2016年7月8日。オリジナルの2016年7月8日時点におけるアーカイブ。2016年7月9日閲覧。